# Purkyně (planetka)
(3701) Purkyně je planetka nacházející se v hlavním pásu asteroidů. Objevil ji český astronom Antonín Mrkos 20. února 1985. Byla pojmenována podle českého vědce Jana Evangelisty Purkyně. Kolem Slunce oběhne jednou za 4,68 let.